# Nancy Álvarez (psicóloga)
Nancy Álvarez (Santo Domingo, 10 de octubre de 1951) es una cantante dominicana, personalidad de televisión y psicóloga clínica, sexóloga y terapeuta familiar licenciada. Es conocida por conducir el programa de entrevistas ¿Quién tiene la razón?, donde ayudó a asesorar a familias y parejas con sus problemas interpersonales. Actualmente es coconductora del programa Desiguales, por Univision, y Dra. Nancy, un programa digital.

## Biografía
Su carrera como cantante comenzó en la década de 1970 cuando se mudó a Puerto Rico. Álvarez comenzó su carrera profesional como intérprete a la edad de 15 años y pronto se convirtió en la cantante principal de la banda de Michel Camilo, grupo internacional que realizó una gira en la década de 1970.
Se graduó de la Universidad Autónoma de Santo Domingo. En la década de 1980, después de sus estudios, comenzó una nueva carrera como productora y conductora de televisión, especializada en relaciones personales y familiares y terapia sexual. Entre la cantidad de programas que produjo se encuentran Solo para Adultos (1985-1989) y la sección Prohibido que, durante cuatro años, formó parte del programa 100 Grados. Sus otras producciones incluyeron el programa educativo Bloque de Fuego por el que recibió varios premios, Nancy en Especial y El Alma Desnuda de los Famosos Su programa más reciente, ¿Quién tiene la razón? fue transmitido por Univision y producido por Venevisión International.
Álvarez también es escritor y colabora con frecuencia en varios periódicos de Santo Domingo y Colombia. Comenzó a escribir para El Nacional en 1995, posteriormente contribuyó con artículos para Listín Diario y Última Hora. En 1997, comenzó a escribir una columna para Hoy y El Nacional. También se ha desempeñado como vicepresidenta del Centro de Psicología Clínica e Industrial, es presidenta de Psychology and Sexuality Counselors, Inc., y ha dedicado tiempo a la asesoría privada.
En 2005 decidió volver a la escena musical, sin dejar su carrera como sexóloga, y así creó una actuación única, educando a su público en materia de sexo y, al mismo tiempo, interpretando canciones afines. Su compañera en el espectáculo es la cantante y compositora puertorriqueña Lou Briel, actuando como cantante y directora musical. El título más reciente del programa fue Sólo para Hombres... y también para Mujeres. En 2008 participó como ponente invitada en la conferencia motivacional Puedes Llegar, proyecto creado por Alberto Sardinas. En 2009, se sometió a múltiples procedimientos de cirugía plástica.